# Thymallus brevirostris
Thymallus brevirostris, englisch auch Mongolian Grayling genannt, chinesisch 蒙古茴魚, Pinyin méng gŭ huí yú, russisch хариус монгольский oder монгольский хариус, ist eine räuberisch lebende Äschenart aus Zentralasien.

## Verbreitung
Die Fischart ist in Teilen der Russischen Föderation und in der Seenregion der Mongolei heimisch.
Man findet sie im Daingol-Nur-See, im Flussbecken des Kobdo-Flusses, in den Flüssen und Seen des Altaigebirges (z. B. Kirgis-Nor-See), wo sie häufig zusammen mit der Arktischen Äsche vorkommt. Das Verbreitungsgebiet von Thymallus brevirostris beschränkt sich auf das zentralasiatische Becken der westlichen Mongolei und der Grenzregion nach Kasachstan, sowie der Tuwa-Republik im südlichen Sibirien.

## Formen
Die Mongolische Äsche wird von Forschern als eine Art Relikt aus dem Tertiär angesehen. Morphologische und ökophysiologische Untersuchungen der Spezies aus dem mongolischen Hoton-Nuur-See kamen zu dem Schluss, dass die Art möglicherweise zwei morpho-ökologische Formen aufweist. Daten über Wachstum, Ernährungsgewohnheiten, Geschlecht und Alterszusammensetzung manifestierten diese Beobachtung. Heute ist man der Ansicht, dass es sich um einen räuberischen und einen sich am Boden ernährenden Typ handelt.

## Beschreibung
Die Mongolische Äsche wird in der Regel 39 Zentimeter lang. Der größte Fisch wog 3,12 Kilogramm, war 65 Zentimeter lang und wurde im Jahr 2010 im Khurgan Lake in der Mongolei gefangen. Die sich benthisch ernährende und die räuberische Form unterscheiden sich nicht in Körperform und Färbung. Die dorsale Seite ist schwärzlich, die Bauchseite hell. Schwarze Flecken sind gleichmäßig auf den Seiten vorhanden, bei manchen Exemplaren fehlend. Die Schnauze ist rundlich, das Maul endständig. Bei adulten Tieren der räuberischen Form reicht der Oberkiefer bis mindestens unter den hinteren Augenrand.
Die Rückenflosse ist klein, eine rötlichviolette Fettflosse ist vorhanden. Der Fisch besitzt folgende Flossenformel: Dorsale 4–8 (18–20 Weichstrahlen), Anale 3–4 (8–12 Weichstrahlen).

## Lebensweise
Thymallus brevirostris findet sich überwiegend in isolierten Berggewässern. Die Mongolische Äsche beansprucht den gleichen Lebensraum wie die Arktische Äsche, mit der sie z. T. Hybriden bildet. Die Äsche ist omnivor und lebt zu bestimmten Jahreszeiten räuberisch. Während der Sommermonate bewohnt sie Bergflüsse und Seen in allen Tiefenzonen. Im Herbst und Winter bildet sie vor dem Laichaufstieg große Schwärme vor den Flussmündungen in Seen. Die Fortpflanzung der Mongolischen Äsche ist nur in kaltem, sauerstoffreichem Wasser unterhalb von Temperaturen von +20 °C möglich.

## Wirtschaftliche Bedeutung
Veranstalter von Abenteuer-Angelreisen bieten neben Zielfischen wie dem Taimen, Altai-Osman auch gezieltes Beangeln von Mongolischen Äschen in entlegenen Bergregionen an.

## Gefährdungssituation
Untersucht wurden die Lebensbedingungen der Mongolischen Äsche im Khar-Us-See. Intensivierte Landwirtschaft, der Klimawandel mit den damit verbundenen Änderungen der Wassertemperatur und der Bau des Durgun hydroelektrischen Staudammes gefährden die Population von Thymallus brevirostris. Der hohe Wasserdruck und die damit verbundene Strömung können von der Mongolischen Äsche bei ihren Laichwanderungen nicht überwunden werden. Verbreitung und Migrationen der Fischarten in der Seenregion Khar Us, Durgun, Khar, Airag und Khyargas separieren die Populationen in einen westlichen und einen östlichen Teil. Ihre Laichgründe haben sich durch menschliche Baumaßnahmen verschoben.